# Даніель Флоренсіо О'Лірі
Даніель Флоренсіо О'Лірі (ісп. Daniel Florencio O'Leary; ірл. Dónall Fínín Ó Laoghaire; 1801—1854) — генерал, ад'ютант Симона Болівара.

## Життєпис
О'Лірі народився в Корку, Ірландія; його батьком був Єремія О'Лірі, торговець маслом. У 1817 році Даніель О'Лірі емігрував до Південної Америки.
На відміну від багатьох ірландців, які боролися на боці Сімона Болівара у кампаніях за здобуття незалежності Південної Америки, О'Лірі не брав участі у Наполеонівських війнах.
У 1827 році він одружився з Соледад Сублетте, молодшою сестрою генерала Карлоса Сублетте, з якою мав дев'ять дітей.
Після смерті Болівара в 1830 році О'Лірі не послухався наказу спалити особисті документи генерала. Більшу частину свого життя він провів, упорядковуючи їх, разом із написанням власних дуже обсяжних спогадів (тридцять чотири томи) свого часу, воюючи в революційних війнах з Боліваром.
Помер у Боготі, Колумбія, похований у Національному пантеоні Венесуели.
Погруддя та меморіальну дошку на честь О'Лірі вручив уряд Венесуели жителям Корка, їх відкрив 12 травня 2010 року посол Венесуели в Ірландії Самуель Монкада.